# Мясная улица
Мясна́я у́лица — улица в Адмиралтейском районе Санкт-Петербурга. Проходит от набережной реки Пряжки до проспекта Римского-Корсакова.

## История улицы
Первоначально улица называлась Прядильной. Название присвоено 20 августа 1739 года по существовавшим здесь прядильным мастерским. Однако в связи с тем, что название улицы фактически не употреблялось, с 1776 года улица стала называться Большой Мясной по расположенным здесь скотобойням. Малой Мясной по плану должна была называться улица на Матисовом острове, но в действительности она так и не появилась, поэтому с 1820 года и по сей день Большая Мясная именуется просто Мясной.
В прошлом Мясная улица выходила к Неве неподалёку от устья реки Мойки. В её состав входил и участок на Матисовом острове от Невы до Пряжки; в 1821—1849 годах он назывался Матисовской улицей, позже вновь вошел в Мясную, а в 1930-е годы попал на территорию Адмиралтейского завода. Что касается Прядильной улицы, то так стала называться улица в соседней Большой Коломне, ныне улица Лабутина.

## Дома
| Номер дома                               | Описание | Архитектор                                                                                           | Год постройки         | Стиль                 |
| ---------------------------------------- | --- | --- | --------------------- | --------------------- |
| 3 / наб. Пряжки, 54                      | Доходный дом (угловой дом). Реконструкция началась в апреле 2023 года. Дом Фокина.                                                                          | 1833 — А. С. Шашин (угловая часть) 1879—1882 — К. Т. Соловьёв (правая часть), 1889 — В. Ф. Розинский | 1833, 1879—1882, 1889 | Классицизм            |
| 5                                        | Доходный дом | А. А. Бравура                                                                                        | 1881                  |                       |
| 7 / Витебская улица, 19                  | Доходный дом | Е. И. Ферри-де-Пиньи                                                                                 | 1860                  |                       |
| 9 / Витебская улица, 16                  | Доходный дом | Л. Л. Фуфаевский                                                                                     | 1900 (перестроен)     |                       |
| 10                                       | Доходный дом | Е. С. Бикарюков                                                                                      | 1907                  |                       |
| 11—13—15                                 | Школа № 247. С 2005 года — частная школа «Дипломат» | Л. М. Хидекель совместно с братом Л. М. Хидекелем                                                    | 1938                  | Сталинский классицизм |
| 16 / Витебская улица, 14                 | В здании расположена курсовая база ЦБ РФ | |                       | Эклектика             |
| 17 (современный адрес — 19—21)           | Здание Института слепых | Х. Х. Тацки                                                                                          | 1874—1875             |                       |
| 18                                       | Доходный дом | М. Ф. Петров                                                                                         | 1904                  | Модерн                |
| 19—21 / проспект Римского-Корсакова, 105 | Исидоровская богадельня. Доходный дом. В 1907—1915 годах на третьем этаже жил художник Борис Михайлович Кустодиев (1878—1927). Здесь же была его мастерская | М. Ф. Гейслер                                                                                        | 1893 (перестройка)    |                       |
| 20                                       | Доходный дом | М. А. Брусилов                                                                                       | 1876                  | Эклектика             |
| 22 / Псковская улица, 11                 | В 1910-х годах в доме находилось мужское четырёхклассное училище № 12                                                                                       | |                       |                       |
| 24 / Псковская улица, 22                 | Жилой дом | | 1967                  |                       |
| 26                                       | Доходный дом | |                       | Эклектика             |
| 28 / проспект Римского-Корсакова, 103    | Доходный дом | А. Г. Петров                                                                                         | 1902—1903             | Модерн                |

### Комментарии
1. ↑  В 1879-1882 был пристроен дополнительный корпус, проектом руководил арх-р Константин Соловьёв. Здание расселили в 2005 году, с 2008 власти города объявляли о намерении отреставрировать дом и открыть в нём культурный центр, однако по состоянию на 2022 год эти планы так и не были реализованы[4].  Осенью 2022 года Следственный Комитет запросил материалы по проекту реконструкции здания в рамках расследования уголовного дела, возбужденного против чиновников КГИОП[5][6].